# Brent Spiner
Brent Jay Spiner, född 2 februari 1949 i Houston i Texas, är en amerikansk skådespelare, mest känd för sin roll som androiden Data i TV- och spelfilmsserien Star Trek: The Next Generation. Han hade dessutom rollen som Datas skapares anfader i säsong 4 av TV-serien Star Trek: Enterprise. Spiner sågs även i en liten roll som hippieartad forskare i Independence Day.
En mindre känd sida av Spiner är hans musikaliska ådra. Ett exempel på detta är albumet "Ol' Yellow Eyes Is Back" (Titeln är en parafras på Frank Sinatras smeknamn "Blue Eyes" och syftar på Spiners rollfigur Lt. Data som har gula ögon).
2005 var han med i science fiction-serien Threshold. Han har även varit med i ett avsnitt av Vänner. Han har även skrivit, och spelar huvudrollen i, en webbserie som kallas Fresh Hell.

Spiner bor i Los Angeles tillsammans med Loree Mcbride och en son född 2002.
Hans föräldrar hette Jack och Sylvia Spiner, hans pappa dog tidigt och hans mamma gifte om sig med Sol Mintz. Mintz adopterade Spiner i samband med giftermålet. Spiner använde hans efternamn mellan 1955 och 1975.

## Filmografi

### Filmer
| År   | Titel                                     | Roll                   | Info                 |
| ---- | ----------------------------------------- | ---------------------- | -------------------- |
| 1970 | My Sweet Charlie                          | Local                  | (uncredited)         |
| 1980 | Stardust Memories                         | Fan i lobbyn           |                      |
| 1982 | Ladies and Gentlemen, The Fabulous Stains | Corinne Burns's Boss   | (uncredited)         |
| 1984 | Rent Control                              | Leonard Junger         |                      |
| 1985 | Crime of Innocence                        | Hinnerman              |                      |
| 1986 | Sunday in the Park with George            | Franz/Dennis           |                      |
| 1986 | Sylvan in Paradise                        | Clinton C. Waddle      |                      |
| 1986 | Manhunt for Claude Dall                   | Jim Stevens            |                      |
| 1987 | Family Sins                               | Ken McMahon            |                      |
| 1989 | Miss Firecracker                          | Preacher Mann          |                      |
| 1991 | Crazy from the Heart                      |                        | TV Movie; uncredited |
| 1994 | Corrina, Corrina                          | Brent Witherspoon      |                      |
| 1994 | Star Trek Generations                     | Lt. Commander Data     |                      |
| 1995 | Kingfish: A Story of Huey Long            |                        | (uncredited)         |
| 1996 | Pie in the Sky                            | Upscale Guy            |                      |
| 1996 | Independence Day                          | Dr. Brackish Okun      |                      |
| 1996 | Phenomenon                                | Dr. Rob Niedorf        |                      |
| 1996 | Star Trek: First Contact                  | Lt. Commander Data     |                      |
| 1997 | Out to Sea                                | Gil Godwyn             |                      |
| 1998 | Star Trek: Insurrection                   | Lt. Commander Data     |                      |
| 1999 | South Park: Bigger, Longer & Uncut        | Conan O'Brien          | Voice                |
| 1999 | Introducing Dorothy Dandridge             | Earl Parks             |                      |
| 2000 | Geppetto                                  | Stromboli              |                      |
| 2000 | Dude, Where's my Car?                     | Pierre                 | (uncredited)         |
| 2001 | A Girl Thing                              | Bob                    |                      |
| 2001 | The Ponder Heart                          | Dorris Grabney         |                      |
| 2001 | I Am Sam                                  | Shoe Salesman          |                      |
| 2002 | The Master of Disguise                    | Devlin Bowman          |                      |
| 2002 | Star Trek Nemesis                         | Lt. Commander Data/B-4 |                      |
| 2003 | An Unexpected Love                        | Brad                   |                      |
| 2004 | Jack                                      | Vernon                 |                      |
| 2004 | The Aviator                               | Robert Gross           |                      |
| 2006 | Material Girls                            | Tommy Katzenbach       |                      |
| 2008 | Superhero Movie                           | Dr. Strom              |                      |
| 2010 | Quantum Quest: A Cassini Space Odyssey    | Coach Mackey           | Voice                |

### TV-serier
| År        | Titel                                  | Roll                                      | Info                                                |
| --------- | -------------------------------------- | ----------------------------------------- | --------------------------------------------------- |
| 1978      | The Dain Curse                         | Tom Fink                                  | TV mini-series                                      |
| 1979      | Family                                 | Fred                                      | 1 avsnitt, "Prelude"                                |
| 1981      | Ryan's Hope                            | The Doctor Examining Kim                  | 1 avsnitt                                           |
| 1984      | The Paper Chase                        | Student in Reeve's Class                  | 1 avsnitt, "The Advocates"                          |
| 1984      | Tales from the Darkside                | Reverend Peabody                          | 1 avsnitt, "A Case of the Stubborns"                |
| 1984      | One Life to Live                       | Ralph Harley                              | 1 avsnitt                                           |
| 1985      | Robert Kennedy & His Times             | Allard Lowenstein                         | TV-mini-serie                                       |
| 1985      | Hill Street Blues                      | Larry Stein                               | 1 avsnitt, "The Life and Time of Domonic Florio Jr" |
| 1985-1987 | Rätt i natten                          | Bob Wheeler                               | 6 avsnitt                                           |
| 1986      | The New Twilight Zone                  | The Draft Dodger                          | 1 avsnitt, "The Leprechaun-Artist/Dead Run"         |
| 1986      | American Playhouse                     | Dennis/Franz                              | 1 avsnitt, "Sunday in the Park with George"         |
| 1986      | Hunter (TV-serie)                      | Willie Vaughn                             | 1 avsnitt, "The Contract"                           |
| 1986-1987 | Mama's Family                          | Billy Bob Conroy                          | 2 avsnitt                                           |
| 1987      | Skål (TV-serie)                        | Bill Grand                                | 1 avsnitt, "Never Love a Goalie (Part 2)"           |
| 1987      | Sledge Hammer!                         | Soldier                                   | 1 avsnitt, "The Spa Who Loved Me"                   |
| 1987-1994 | Star Trek: The Next Generation         | Lt. Commander Data/Lore/Dr. Noonien Soong | 177 avsnitt                                         |
| 1995      | Mad About You                          | Bob, The Dog Agent                        | 1 avsnitt, "Just My Dog"                            |
| 1995      | Deadly Games                           | Danny Schlecht                            | 1 avsnitt, "The Practical Joker"                    |
| 1995-1996 | Gargoyles                              | Puck                                      | 4 avsnitt                                           |
| 1996      | Dream On                               | Dr. Strongwater                           | 1 avsnitt, "The Spirit of 76th & Park"              |
| 1996      | The Outer Limits                       | Professor Trent Davis                     | 1 avsnitt, "The Deprogrammers"                      |
| 2003      | Frasier                                | Albert                                    | 1 avsnitt, "Lilith Needs a Favor"                   |
| 2004      | Vänner                                 | James Campbell                            | 1 avsnitt, "The One with Princess Consuela"         |
| 2004      | Law & Order: Criminal Intent           | Graham Barnes                             | 1 avsnitt, "Shrink-Wrapped"                         |
| 2004-2005 | Star Trek: Enterprise                  | Dr. Arik Soong/Lt. Commander Data         | 4 avsnitt                                           |
| 2005      | Joey                                   | Himself                                   | 1 avsnitt, Joey and the Premier                     |
| 2005-2006 | Threshold                              | Dr. Nigel Fenway                          | 13 avsnitt                                          |
| 2009      | Leverage                               | William Quint                             | 1 avsnitt, "The Juror #6 Job"                       |
| 2009      | Family Guy                             | Himself                                   | 1 avsnitt, "Not All Dogs Go to Heaven"              |
| 2010-2013 | Generator Rex                          | Dr. Gabriel Rylander                      | 4 avsnitt                                           |
| 2011      | Fresh Hell                             | Himself/Brent Spiner                      |                                                     |
| 2011      | The Guild                              | Himself                                   | 1 avsnitt, "Ends and Begins"                        |
| 2011      | Alphas                                 | Dr. Kern                                  | 1 avsnitt, "Blind Spot"                             |
| 2011      | The Big Bang Theory                    | Himself                                   | 1 avsnitt, "The Russian Rocket Reaction"            |
| 2011      | Young Justice                          | The Joker                                 | 1 avsnitt, "Revelation"                             |
| 2012      | The Simpsons                           | Robots                                    | 1 avsnitt, "Them, Robot"                            |
| 2012      | The Avengers: Earth's Mightiest Heroes | Purple Man                                | 1 avsnitt, "Emperor Stark"                          |
| 2012-     | Warehouse 13                           | Brother Adrian                            | 6 avsnitt, Season 4                                 |
| 2013-     | Wendell & Vinnie                       | Himself                                   | 1 avsnitt, "Swindle & Vinnie"                       |
| 2014-     | Star Wars Rebels                       | Agent Kallus                              | [ 3 ] [ 4 ]                                         |

### Som manusförfattare
- 2002 – Star Trek: Nemesis